# Homage to Wilkie Collins
(T. S. Eliot, Homage To Wilkie Collins)
Homage to Wilkie Collins è un breve saggio scritto da Thomas Stearns Eliot nel quale l'autore si propone di analizzare rapidamente alcuni romanzi di genere giallo per rintracciare cinque regole generali, ricavate dal modello de La pietra di Luna di Wilkie Collins, utili a scrivere un buon racconto poliziesco.
Nel saggio, Elliot prende atto del fatto che nel periodo a lui contemporaneo il numero di romanzi gialli è in costante aumento. Lo scopo del testo è di suggerire come la crescente domanda e offerta di polizieschi abbia creato un nuovo stile “superiore” e una serie di regole generali che tendono a tornare e ad approssimarsi allo stile di Wilkie Collins. Eliot sostiene che qualunque storia poliziesca si basi sulle regole tracciate da questo autore in La pietra di luna, riconosciuto dall'autore come all'origine del genere, oltre che il miglior romanzo giallo mai scritto. Per Eliot, di conseguenza, la tipica detective story inglese è libera dall’influenza di Poe, che la maggior parte dei critici individuano come inventore di questo genere con I delitti della Rue Morgue. L’uso dell'espressione "tipica detective story inglese" non è casuale, poiché Eliot sostiene che l’identità della detective story sia profondamente legata a quella del paese d'origine, cambiando perciò identità a seconda dei diversi contesti nazionali. Secondo il poeta, ad esempio, mentre la detective story inglese trova il suo capostipite in The Moonstone, quella francese deriverebbe invece da Il Conte di Montecristo di Alexandre Dumas.

## Le cinque regole della detective fiction secondo Eliot

### La storia non deve basarsi su travestimenti elaborati e incredibili
Secondo Eliot, il ricorso a travestimenti da parte dei personaggi deve essere occasionale e accidentale, proprio come nel lavoro di Collins. L'autore sottolinea come il lettore possa accettare questi espedienti nel caso di personaggi come Sherlock Holmes o Arsène Lupin, ma sostiene che si tratti di eccezioni.

### Il carattere e il movente del criminale dovrebbero essere normali
Secondo Eliot, il criminale deve agire sempre spinto da un movente, poiché l'autore di una detective story deve dare al lettore la possibilità di capire perché egli agisca in un determinato modo. Eliot fornisce un esempio di questa regola sostenendo che il criminale non debba rubare perché affetto da cleptomania, in quanto questo implicherebbe che le sue azioni non dipendono dalla sua volontà.

### La storia non deve fare affidamento né su fenomeni occulti, né su scoperte misteriose e assurde fatte da scienziati solitari
Fantasmi e strane influenze con poteri terrificanti fanno parte di questa categoria. Eliot suggerisce che gli scrittori di gialli possano essere tentati dall’usare questo genere di espedienti seguendo il successo dei romanzi di Herbert George Wells, ma precisa che Wells si mantiene nei limiti di un genere diverso dal poliziesco.

### Macchinari elaborati e bizzarri sono irrilevanti
Secondo Eliot, gli autori di detective stories di "tendenza classica e austera" aborriscono questo tipo di espedienti: "gli scrittori che si dilettano con tesori nascosti in strani luoghi, messaggi in codice, rune e rituali, non dovrebbero essere incoraggiati". Anche in questo caso, Eliot ritiene di dover fare una precisazione, ritenendo che i casi de Lo scarabeo d'oro di Poe e de La pietra di Luna di Collins rappresentino un'eccezione alla regola: nonostante alcuni di questi espedienti siano presenti nei due racconti, infatti, i loro autori forniscono ragioni sufficienti per il loro utilizzo.

### Il detective dovrebbe essere altamente intelligente ma non sovrumano
Eliot conclude la sua lista sostenendo che il detective deve dare modo al lettore di seguire i suoi percorsi logici e garantirgli la possibilità di arrivare alla conclusione insieme a lui. Il detective non deve quindi avere tratti sovrumani e arrivare alla conclusione in modo repentino, senza far capire al lettore come abbia fatto. Il poeta prende ancora una volta in considerazione The Moonstone, sostenendo come il sergente Cuff non abbia poteri di deduzione soprannaturali ma semplicemente una mente e dei sensi allenati.